# Matthew Barry
Matthew Barry (New York, 5 settembre 1962) è un attore statunitense.

## Biografia
Ha debuttato come attore nel 1976 nella miniserie comica in cinque parti Ivan il Terribile nel ruolo del figlio più giovane del protagonista, Ivan Petrovsky, capo cameriere di un ristorante per stranieri di Mosca. Nel 1979, Barry ha recitato nel film La Luna di Bernardo Bertolucci interpretando il figlio del personaggio principale, un adolescente, Joe Silveri, che è combattuto tra l'amore e l'odio per sua madre, raggiungendo il punto dell'incesto. In seguito ha recitato principalmente in ruoli secondari. Dal 1994 lavora come direttore di casting. 
Nel 2006 nel film  Alpha Dog , non solo ha selezionato gli attori, ma è anche apparso in un piccolo ruolo dell'intervistatore.

## Filmografia

### Attore

#### Cinema
- La luna, regia di Bernardo Bertolucci (1979)
- Il replicante (The Wraith), regia di Mike Marvin (1986)
- Senza via di scampo (No Way Out), regia di Roger Donaldson (1987)
- Proposta indecente (Indecent Proposal), regia di Adrian Lyne (1993)
- Ed Wood, regia di Tim Burton (1994)
- Allarme rosso (Crimson Tide), regia di Tony Scott (1995)
- Il diavolo in blu (Devil in a Blue Dress), regia di Carl Franklin (1995)
- Con Air, regia di Simon West (1997) Non accreditato
- Rush Hour - Due mine vaganti (Rush Hour), regia di Brett Ratner (1998)
- Colpo grosso al drago rosso - Rush Hour 2 (Rush Hour 2), regia di Brett Ratner (2001)
- Le pagine della nostra vita (The Notebook), regia di Nick Cassavetes (2004)
- Alpha Dog, regia di Nick Cassavetes (2006)
- La custode di mia sorella (My Sister's Keeper), regia di Nick Cassavetes (2009)

#### Televisione
- Ivan the Terrible – serie TV, 1 episodio (1976)
- Casa Keaton (Family Ties) – serie TV, 1 episodio (1984)
- New York New York (Cagney & Lacey) – serie TV, 2 episodi (1984-1985)
- Ohara – serie TV, 1 episodio (1987)
- Dragnet – serie TV, 1 episodio (1991)
- MRS. – serie TV, 1 episodio (2013)

### Regista
- Seniors – cortometraggio (2012)
- MRS. – serie TV, 1 episodio (2013)
- The Great Escape – cortometraggio (2015)
- Lindsay – serie TV, 5 episodi (2015-2016)